# Charles Grey (2. hrabia Grey)
Charles Grey (ur. 13 marca 1764 w Fallodon, zm. 17 lipca 1845 w Howick) – między 1806 a 1807 znany jako wicehrabia Howick, był premierem Zjednoczonego Królestwa Wielkiej Brytanii i Irlandii od 22 listopada 1830 do 16 lipca 1834. Był członkiem partii Wigów, a także jednym z głównych twórców Ustawy o reformie z 1832 (ang. Reform Act 1832). Jego rząd podjął także kroki w sprawie abolicji niewolnictwa w Imperium Brytyjskim. Prócz jego politycznych osiągnięć, jest znany także ze swojego związku z herbatą Earl Grey.

## Wczesne życie
Wywodził się z rodziny o długich tradycjach z Northumbrii, osiadłej w Howick Hall. Grey był drugim, acz najstarszym pozostałym przy życiu synem generała Karola Greya KB (1729–1807) i jego żony, Elżbiety (1743/4–1822), córki Jerzego Greya z Southwick. Miał czterech braci i dwie siostry. Kształcił się w szkole w Richmond, a następnie w Eton i Trinity College w Cambridge, gdzie studiował łacinę i angielski, a także recytację, co pozwoliło mu zostać jednym z najlepszych mówców parlamentarnych swojego pokolenia. Grey został wybrany do parlamentu z okręgu wyborczego Northumberland 14 września 1786, gdy miał zaledwie 22 lata. Został członkiem partii Wigów, obracał się głównie w towarzystwie Karola Jakuba Foxa, Ryszarda Brinsleya Sheridana oraz Księcia Walii i wkrótce został jednym z najważniejszych przywódców partii Wigów. Był najmłodszym menedżerem komisji do spraw ścigania Warrena Hastingsa.

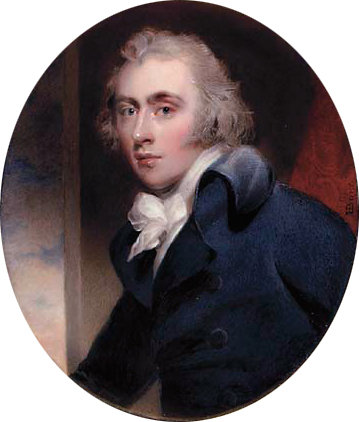
Charles Grey w błękitnym płaszczu, białej kamizelce i przywiązanym krawacie, i pudrowanych włosach, namalowany przez Henryka Bone (po Tomaszu Lawrence), sierpień 1794.

Grey był znany także ze swoich reform parlamentarnych i emancypacji katolików. Romans z Księżną Devonshire, aktywną polityczną działaczką, nie wyrządził mu dużej krzywdy, choć ją prawie zmusił do rozwodu z mężem.
W 1806 Grey, wtedy Lord Howick, dzięki wysokiej pozycji ojca hrabiego Greya został członkiem Gabinetu Wszystkich Talentów jako pierwszy lord Admiralicji. Po śmierci Foxa tego samego roku Howick objął stanowisko ministra spraw zagranicznych i przewodniczącego partii Wigów.
Następnego roku rząd upadł, a Howick po krótkim okresie służenia jako członek parlamentu z okręgu wyborczego Appleby od maja do lipca 1807 został powołany do Izby Lordów w następstwie po swoim ojcu, jako hrabia Grey. Objął to stanowisko na 23 lata.

## Wielka reforma
W 1830, gdy Książę Wellington zrezygnował w kwestii reform parlamentarnych, Wigowie wrócili do władzy z Greyem na stanowisku premiera. Jego kadencja jest godna uwagi z powodu Ustawy o reformie 1832, która zaprowadziła wyczekiwane reformy Izby Gmin i abolicję niewolnictwa w całym Imperium Brytyjskim w 1833. Z biegiem lat Grey stał się bardziej konserwatywny i ostrożny w inicjowaniu dalej idących reform, zwłaszcza że wiedział o niechęci Króla do popierania reform. Wydaje się, że preferował życie prywatne w stosunku do polityki – według swoich kolegów chciał rezygnować ze stanowiska po każdej porażce. W 1834 Grey zrezygnował z życia publicznego i pozostawił swoje stanowisko Lordowi Melbourne.
Powrócił do Howick, ale w dalszym ciągu obserwował politykę nowego gabinetu pod wodzą Lorda Melbourne.

## Ostatnie lata
Grey spędził ostatnie lata swojego życia w Howick, otoczony książkami, rodziną i psami. Stawał się coraz słabszy i zmarł spokojnie w łóżku 17 lipca 1845. Został pochowany 26 lipca w tamtejszym kościele w obecności rodziny, bliskich przyjaciół i pracowników swojej posiadłości.

## Życie prywatne

Herb sir Charlesa Greya, 2. hrabiego Grey

Grey ożenił się 18 listopada 1794 z Marią Elżbietą Ponsonby (1776–1861), jedyną córką Wilhelma Ponsonby, 1. barona Ponsonby z Imokilly i Luizy Molesworth. Pomiędzy 1796 a 1819 para miała dziesięciu synów i sześć córek:
- Luiza Elżbieta Grey (7 kwietnia 1797 – 26 listopada 1841); wyszła za Jana Lambtona, 1. hrabiego Durham;
- Elżbieta Grey (10 lipca 1798 – 8 listopada 1880); wyszła za Jana Crockera Bulteela. Ich córka, Luiza Emilia Karolina Bulteel, jest jednym z przodków Diany, Księżnej Walii, poprzez małżeństwo z Edwardem Baringiem, 1. Baronem Revelstoke;
- Karolina Grey (30 sierpnia 1799 – 28 kwietnia 1875); wyszła za kapitana Jerzego Barringtona;
- Georgiana Grey (17 lutego 1801 – 1900); nigdy nie wyszła za mąż;
- Henryk Jerzy Grey, 3. Hrabia Grey (28 grudnia 1802 – 9 października 1894); najstarszy syn, podobnie jak ojciec został politykiem;
- Generał Karol Grey (15 marca 1804 – 31 marca 1870); ojciec Alberta Greya, 4. hrabiego Grey;
- Admirał Fryderyk Wilhelm Grey (23 sierpnia 1805 – 2 maja 1878);
- Maria Grey (2 maja 1807 – 6 lipca 1884); wyszła za mąż Karola Wooda, 1. wicehrabiego Halifaksu;
- Wilhelm Grey (13 maja 1808 – 11 lutego 1815);
- Admirał Jerzy Grey (16 maja 1809 – 3 listopada 1891); ożenił się z Jane Frances, córką Generała Patryka Stuarta;
- Tomasz Grey (29 grudnia 1810 – 8 lipca 1826);
- Jan Grey (2 marca 1812 – 11 listopada 1895); kanonik i rektor Durham;
- Franciszek Ryszard Grey (31 marca 1813 – 22 marca 1890); ożenił się z Elżbietą Howard (1816–1891), córką Jerzego Howarda, 6. hrabiego Carlisle i Georgiany Cavendish (córki Georgiany Cavendish, Księżnej Devonshire)
- Henryk Cavendish Grey (16 października 1814 – 5 września 1880); kapitan armii[2];
- Wilhelm Jerzy Grey (15 lutego 1819 – 19 grudnia 1865); ożenił się z Teresą Katarzyną, jedyną córką Stedinka, generała szwedzkiej kawalerii;

## Gabinet lorda Greya, listopad 1830 – lipiec 1834
- premier, pierwszy lord skarbu: Charles Grey, 2. hrabia Grey
- lord kanclerz: Henry Brougham, 1. baron Brougham i Vaux
- lord przewodniczący Rady: Henry Petty-Fitzmaurice, 3. markiz Lansdowne
- lord tajnej pieczęci: John Lambton, 1. baron Durham
- minister spraw wewnętrznych: William Lamb, 2. wicehrabia Melbourne
- minister spraw zagranicznych: Henry Temple, 3. wicehrabia Palmerston
- minister wojny i kolonii: Frederick Robinson, 1. wicehrabia Goderich
- pierwszy lord Admiralicji: James Graham
- kanclerz skarbu: John Spencer, wicehrabia Althorp
- przewodniczący Rady Kontroli: Charles Grant
- kanclerz Księstwa Lancaster: Henry Vassall-Fox, 3. baron Holland
- poczmistrz generalny: Charles Gordon-Lennox, 5. książę Richmond
- minister bez teki: George Howard, 6. hrabia Carlisle

Zmiany
- czerwiec 1831 r. – płacmistrz armii lord John Russell oraz Główny sekretarz Irlandii Edward Stanley zostają członkami gabinetu
- kwiecień 1833 r. – lord Goderich (już jako hrabia Ripon) zastępuje lorda Durhama na stanowisku lorda tajnej pieczęci, Edward Stanley zastępuje Ripona na stanowisku ministra wojny i kolonii, jego następcy na stanowisku Głównego Sekretarza Irlandii nie wchodzą w skład gabinetu, sekretarz ds. wojny Edward Ellice zostaje członkiem gabinetu
- czerwiec 1834 r. – Thomas Spring Rice zastępuje Edwarda Stanleya na stanowisku ministra wojny i kolonii, lord Carlisle zastępuje lorda Ripona na stanowisku lorda tajnej pieczęci, lord Auckland zastępuje Jamesa Grahama na stanowisku Pierwszego Lorda Admiralicji, książę Richmond opuszcza gabinet, jego następcy na stanowisku poczmistrza generalnego nie wchodzą w skład gabinetu, przewodniczący Zarządu Handlu Charles Thomson oraz zarządca mennicy James Abercromby zostają członkami gabinetu

## Upamiętnienie
Na cześć premiera czarną herbatę aromatyzowaną olejkiem bergamotowym nazwano Earl Grey. W centrum Newcastle upon Tyne stoi okazały pomnik: Grey’s Monument.

## W kulturze
Postać Charlesa Greya pojawia się w filmie Księżna z 2008 r. w reżyserii Saula Dibba. W postać przyszłego premiera wcielił się Dominic Cooper.